# Бактеріофаг ΦX174
Бактеріофаг ΦX174 (читається «фі десять сто сімдесят чотири») — коліфаг (вірус, що паразитує у клітинах кишкової палички) родини Microviridae, віріони мають ікосаедричну симетрію, геном представлений одноланцюговою кільцевою ДНК.
Цей вірус був виділений у 1935 році Миколою Булгаковим (братом Михайла Булгакова) в лабораторії Фелікса д'Ереля в Інституті Пастера зі зразків, зібраних у паризькій каналізації. 1977 року завдяки праці Фредеріка Сенгера та його співробітників фаг ΦX174 став першим біологічним об'єктом, ДНК-геном якого було секвеновано. Групі Крейга Вентера у 2003 році вдалось синтезувати хімічним шляхом ДНК цього вірусу, що здатна викликати інфекцію у бактерій і забезпечувати утворення повноцінних вірусних частинок.

## Історія дослідження
Бактеріофаг ΦX174 був використаний як модельний об'єкт у багатьох знакових експериментах генетики, молекулярної і синтетичної біології. Цей вірус вперше описаний на початку 1950-их у лабораторії Сінсгаймера. Поштовхом до інтенсивного дослідження ΦX174, і меншою мірою інших бактеріофагів з однонитковою ДНК, був надзвичайно малий розмір їхніх геномів, через що існувала перспектива вивчити їх повністю. Коротка «хромосома» ΦX174 стала першою молекулою ДНК виділеною до гомогенності, і саме її використали 1961 року для демонстрації інфекційних властивостей вірусних ДНК. 1967 Гуліан, Корнберг і Сінсгаймер синтезували геному ΦX174 у безклітинному середовищі за допомогою ДНК-полімерази, що використовувала оригінальну ДНК як зразок. Отримана нуклеїнова кислота виявилась інфекційною, тому це досягнення характеризували як створення першого «життя у пробірці», хоча не усі вчені вважають віруси живими організмами. 
У 1977 році Фредерік Сенгер і Алан Коулсон повністю секвенували геном фага ΦX174 новим методом, за винахід якого Сенгер був нагороджений Нобелівською премією з хімії у 1980. ΦX174 також став одним із перших синтетичних вірусів, услід за РНК-овим поліовірусом. Його повністю функціональний геном отримали методом олігонуклеотидного синтезу 2003 року у лабораторії Крейга Вентера. Також вдалось зібрати капсид цього бактеріофага in vitro.

## Будова віріона
Капсид фага ΦX174 має ікосаедричну симетрію і в основному побудований із шістдесяти F-ланцюгів, його діаметр становить близько 25 нм. На поверхні розташовані 12 п'ятигранних шипів, кожен утворений 5-ма G-ланцюгами та одним H, припускається, що вони беруть участь розпізнаванні бактерії жертви, приєднанні до неї, і введені ДНК фага у бактерійну клітину. Під час збору вірусної частинки F і G ланцюги спонтанно формують п'ятигранники, що містять по п'ять копій кожного білка. Ці структури об'єднуються у цілісний віріон із ДНК всередині із допомогою скафолдних білків D і B, що приєднуються із зовнішньої і внутрішньої сторони п'ятигранників. Ці білки входять до складу незрілих капсидів — прокапсидів, — але не виявлені в інфекційних вірусних частинках.
ДНК у вірусній частинці формує щільну серцевину, її негативні заряди нейтралізуються поліамінами, а також позитивними зарядами білків капсиду. Серцевина також містить пептид J, що можливо, потрібний для конденсації ДНК.

## Структура геному
Геном фага ΦX174 стислий, він представлений однією однонитковою кільцевою ДНК довжиною 5386 нуклеотидів і містить 11 генів, частина із яких перекриваються. Нитка ДНК є позитивною, тобто містить таку ж послідовність нуклеотидів, як і мРНК (за винятком заміни Т на У).

## Життєвий цикл
Коли одноланцюгова ДНК фага ΦX174 потрапляє у клітину кишкової палички, вона відразу ж перетворюється у дволанцюгову реплікативну форму бактерійними ДНК-полімеразами. Реплікативна форма далі використовується для реплікації, синтезу мРНК і утворення (+) одноланцюгових ДНК, що ввійдуть до складу вірусних частинок. Фаг ΦX174 є вірулентним, тобто після збору віріонів вони покидають живителя шляхом лізису.